# 에밀리아 (Re:제로부터 시작하는 이세계 생활)
에밀리아(일본어: エミリア, Emilia)는 《Re:제로부터 시작하는 이세계 생활》에 등장하는 가공의 등장인물이자 메인 히로인이며 루그니카 왕국의 42대 왕선 후보 중 하나이다. 속성은 은발의 하프엘프로 허리까지 닿는 은색 머리에 아메지스트색의 눈동자, 그리고 안으면 부러질 것 같은 가녀린 몸매의 소유자로, 불의 대정령 팩과 계약하고, 정령들과 소통하는데 큰 재능이 있어 4속성 마법을 사용하며 주로 저온의 열량으로 인한 얼음 계통의 마법을 쓰는 정령술사이다.

## 특징
스바루가 1권에서 루그니카 왕국에 환생하여 강도들에게 죽을 뻔할 때, 이를 막으며 등장하였다.
비록 하프지만 엘프라는 종족으로 미형이 아름다운 엘프의 피를 이어받은 점을 가미해도, 작중에서 제일가는 미모의 소유자이며 모종의 이유로, 거울로 자신의 모습을 보는것을 극도로 싫어하며, 자신의 용모에는 극히 무관심하다. 평소 복장이나 몸가짐에 관한건 모두 팩한테 맡기는데, 정령치고는 최근 유행중인 머리스타일과 복장으로 맞춰주는 의외성도 보이지만, 그래도 목욕 같은건 스스로 관리하라고 훈계를 해주기도 한다. 그외 팩과 계약에 의한 요구 사항으로는 식사량의 제한과 입욕 후 운동의 의무화이다.

## 연기한 성우
TV 애니메이션: 타카하시 리에 (영화판, 이세계 콰르텟, 사테라 포함) / 케일리 밀스 (미국 더빙판)

## 생애
에밀리아가 7살이던 110년 전 (스토리 시점 상), 엘리오르 대삼림에서 자신의 부모가 누군지, 자신이 어떤 존재인지 아무것도 모른 채 엘프들의 보호와 자신의 양어머니인 포르투나의 품에서 살고 있었고 포르투나는 에밀리아를 되도록 밖으로 나가지 않게 하고 봉인 근처에는 그 존재를 알 수 없게 숨겨왔으나 미정령들에 의해 몰래 빠져나와 그 봉인도 보고, 포르투나에게 자신의 안부를 묻는 쥬스도 알게 된다. 어느 날 포르투나가 쥬스와 대화할 때, 자신도 알 수 없는 표정을 지어 적으로 인식되버렸고 미정령들이 시야를 가려 발로 밟고 튀면서 복수를 시도하다가 들킨다. 이후 쥬스와 친해지면서 자신의 양아버지로 삼았다.
어느 날 허식의 마녀 판도라가 탐욕의 대죄주교 레굴루스 코르니아스, 3대 마수 중 하나인 흑사와 함께 마을을 습격하는데, 판도라는 봉인의 열쇠인 에밀리아에게 봉인을 풀어주면 아무도 해치지 않고 돌아가겠다는 제안을 하나 포르투나와의 약속 때문에 거절당한다. 판도라는 이 약속의 주체를 없애기 위해 모든 현상을 자신의 의도대로 덮어씌우는 권능을 사용하여 쥬스에게 포르투나를 살해하라고 하지만 에밀리아는 정신적으로 견딜 수 없는 충격을 받아 끝내 판도라에 대한 분노로 자신의 힘을 폭주시켜 얼음의 꽃을 발현, 엘리오르 대삼림을 얼려버린다. 그러나 넘쳐나는 자신의 마나로 인해 자신도 얼려지면서 갇히게 된다.
이후 이 대삼림이 영구동토가 된 지 100년 후 자신은 팩에 의해 동결상태에서 깨어나고 판도라의 권능으로 인해 판도라와 연관된 기억을 제외하고 제대로 기억되지 못하자 자신의 힘을 제어하지 못해 죄책감에 빠졌고 마나의 사용법도 잊어버리게 된다. 또, 자신을 목격한 사람들에게 은발의 하프엘프라는 이유로 경멸을 받아 정신적인 고통을 받았다.
특전소설의 경우 팩의 제안을 거절하나 4대 대정령 메라퀘라와 흑사가 남긴 독인 흑수의 습격으로 자신을 미워하지 않고 함께 있어주기 위해 팩과 계약을 맺어 위기를 극복한 후 7년간 둘이서 살게 된다. 이후 얼어붙은 숲과 엘프들을 신룔의 피로 녹일 수 있다는 로즈월의 말을 듣고, 왕선에 참여하게 된다.

## 다른 사람과의 관계

### 나츠키 스바루
스바루와는 팩을 제외하고 처음으로 전적으로 믿을 수 있는 존재로, 하프엘프인데도 스바루가 자신에게 스스럼없이 다가와서 그가 자신을 평범하게 봐줄거라고 기대하기도 했다. 하지만 왕선에서 스바루가 에밀리아의 약속을 어긴 것을 계기로 금이 가기 시작했고, 하프엘프로서 겪은 괴로운 경험들에 의해서 다른 사람들에게 기대를 품는 것을 두려워 하게 되었기 때문에 둘 사이의 관계가 무너져버리기 전에 그를 멀리하려고도 했지만, 자신을 좋아하기에 자신의 힘이 되주고 싶다는 그에게 마음을 열게 된다. 정신연령이 어린데다가 누군가에게 이성으로서의 사랑받은 경험이 전무하기 때문에 자신을 좋아한다는 그의 말에 말할 수가 없었으나 5장에서는 좋아하게 될 사람은 정해졌다는 말이나 6장에서는 샤우라에 안겨있는 모습에 질투하는 것을 보면 지각하진 못 했으나 좋아하게 된 것이라고 한다.
스바루가 루그니카 왕국으로 온 후 처음으로 만난 인물이라 첫번째 루프에서는 무슨 이유인지 자신의 이름을 "사테라"라 소개한 적이 있다. 세번째 루프에서는 스바루에 대한 기억이 없어서 자신을 사테라라고 부르는 스바루에게 화를 냈으나, 마지막 루프에서 빈민가 장물창고에서 만난 후 엘자의 기습을 스바루가 알려주면서 구사일생하면서 엘자와 싸우게 되었고 엘자에게 목숨을 빼앗길 위기에 처했으나 몸을 바쳐 공격을 막은 스바루 덕분에 위기를 모면한다. 목숨을 구해준 대가로 이름을 알려달라는 스바루의 말에 웃으면서 자신의 이름을 에밀리아라고 소개했다.

### 팩
영구동토에서 자신을 해방시킨 이후 유일하게 마음을 연 존재이자 아버지같은 정령으로 스바루가 오기 전까지 전폭적으로 믿을 수 있었던 존재였으나 현재는 자신의 존재가 딸의 앞길을 막는다며 스스로 계약을 깨면서 마광석 안에 잠들어버린 상태다.

### 렘/람
둘 다 로즈월의 메이드로서 자신을 후원해주며 자신에게 시중을 들고 지켜주는 업무관계였으나, 렘은 스바루가 등장하면서 가까워지고, 람은 에밀리아를 로즈월처럼 유악하다고 생각하고 있었으며 4장에선 성의를 담아 사과하면서 마녀의 주박에서 해방시켜달라고 정중히 부탁하고 에밀리아가 이를 수락하여 신뢰 관계를 쌓아간다. 3장 이후 렘은 이 존재가 소멸되면서 렘에 대한 기억이 사라져도 스바루의 말을 들은 뒤 렘을 부정하지 않는다.

### 베아트리스
에밀리아는 베아트리스의 언급이 비록 적어 확실하진 않으나 같이 집에 사는 금서고지기 정도로 아는 듯 하며 친해지고 싶다고 한다. 4장에서 베아트리스가 로즈월 저택을 나오게 되어 확실히 친해지게 됐다고 부를 정도이다.

### 펠트
1장에서는 펠트가 자신의 왕선 휘장을 훔쳐갔다고 했으나 펠트가 나중에 용서를 해주면서 그 이후로는 지인 혹은 경쟁 상대다.